# Emma Trott
Emma Trott (Welwyn Garden City, 24 december 1989) is een Brits voormalig wielrenster.
Trott reed een groot deel van haar carrière in Nederlandse dienst. In 2011 maakte ze deel uit van de wielerploeg Nederland Bloeit en ten slotte drie jaar van Boels Dolmans Cycling Team. Op 10 mei 2014 maakte ze bekend dat ze de dag daarop zou stoppen als professioneel wielrenster, na de laatste etappe van The Women's Tour.
Emma Trott is de vijf jaar oudere zus van olympisch kampioene baanwielrennen Laura Trott en heeft een relatie met de Nieuw-Zeelandse wielrenster Linda Villumsen.

## Belangrijkste overwinningen
2004
 Brits kampioenschap circuit (onder 16)
2006
 Brits kampioen op de weg (junior)
2007
 Individuele achtervolging, Brits kampioenschap baanwielrennen (junior)
 Brits kampioenschap op de weg (junior)
2008
 Individuele achtervolging, Brits kampioenschap baanwielrennen
 Brits kampioenschap op de weg (onder 23)
 Nationale ploegentijdrit RTTC 10 mijl
2009
2e etappe Tour de Feminin - O cenu Českého Švýcarska
Eindklassement Rás na mBan
2010
3e etappe (ITT) Gracia-Orlová
2011
 Europees kampioene Scratch Race (onder 23)
2012
 Brits kampioenschap tijdrijden (elite)